# Stobart Group
Stobart Group  — британська багатогалузева корпорація, заснована 1970 року Едді Стобартом. Stobart Group працює у таких галузях: мультимодальна логістика та інфраструктура, залізниця, авіація, енергетика та ін. 2007 року вийшла на Лондонську фондову біржу. Головний офіс розташований в місті Уоррінгтон. Компанія також працює під торговою маркою Eddie Stobart (наземний автомобільний транспорт).

## Eddie Stobart
Бренд Eddie Stobart є одним із найбільш упізнаваних у Сполученому Королівстві, завдяки фірмовим біло-зеленим з червоним вантажівкам. Кожна вантажівка має свою унікальну назву, здебільшого жіноче ім'я, яке наноситься на передній частині кузова. Першу вантажівку було названо Твіггі, на честь британської моделі.
Фан-клуб Eddie Stobart об'єднує близько 25 000 членів. Від 2010 року телеканал Channel 5 транслює документальний серіал Едді Стобарт: Вантажівки та трейлери, що показують щоденну роботу водіїв та інших співробітників компанії. Також створено серію дитячих книжок та мультсеріл The adventures of Steady Eddie, головним героєм якого є зелена вантажівка із білою кабіною Стедді Едді. Серію Eddie Stobart іграшкових вантажівок Scania, DAF, Volvo та ін., а також героїв мультсеріалу випускає британська компанія Corgi.